# Matthew Raper
Matthew Raper (1705–1778) fue un astrónomo, matemático e intelectual británico. Fue autor de trabajos sobre múltiples temas incluyendo antiguas monedas griegas y romana, así como sus sistemas de medida y la historia literaria griega y latina.
Raper fue elegido miembro de la Sociedad Real en el 30 de mayo de 1754 y recibió su medalla Copley en 1771 por su trabajo sobre "el valor del dinero de las antiguas Grecia y Rom." Tradujo la Disertación sobre los gitanos de Heinrich Grellman  desde el alemán y escribió artículos como "Estudio de la Medida del Pie Romano" (1760) y "Observaciones sobre el eclipse lunar del 17 de marzo y el eclipse solar del 1 de abril de 1764."
Su padre, también llamado Matthew, le dejó la hacienda de Thorley, Hertfordshire, a su muerte en 1748. Raper instaló un observatorio en el techo de su casa. A su muerte en 1778, la propiedad pasó a su hermano John Raper.